# Comuna Tutova, Vaslui
Tutova este o comună în județul Vaslui, Moldova, România, formată din satele Bădeana, Ciortolom, Coroiu, Crivești, Tutova (reședința) și Vizureni.

## Demografie
Componența etnică a comunei Tutova
     Români (82,15%)
     Alte etnii (17,85%)
Componența confesională a comunei Tutova
     Ortodocși (81,4%)
     Alte religii (0,47%)
     Necunoscută (18,12%)
Conform recensământului efectuat în 2021, populația comunei Tutova se ridică la 2.952 de locuitori, în scădere față de recensământul anterior din 2011, când fuseseră înregistrați 3.311 locuitori. Majoritatea locuitorilor sunt români (82,15%). Din punct de vedere confesional, majoritatea locuitorilor sunt ortodocși (81,4%), iar pentru 18,12% nu se cunoaște apartenența confesională.

## Politică și administrație
Comuna Tutova este administrată de un primar și un consiliu local compus din 13 consilieri. Primarul, Ion Corciovă[*], de la Partidul Social Democrat, este în funcție din 2016. Începând cu alegerile locale din 2024, consiliul local are următoarea componență pe partide politice:
|  | Partid                          | Consilieri | Componența Consiliului | Componența Consiliului | Componența Consiliului | Componența Consiliului | Componența Consiliului | Componența Consiliului | Componența Consiliului | Componența Consiliului | Componența Consiliului | Componența Consiliului |
|  | ------------------------------- | ---------- | ---------------------- | ---------------------- | ---------------------- | ---------------------- | ---------------------- | ---------------------- | ---------------------- | ---------------------- | ---------------------- | ---------------------- |
|  | Partidul Social Democrat        | 10         |                        |                        |                        |                        |                        |                        |                        |                        |                        |                        |
|  | Alianța pentru Unirea Românilor | 3          |                        |                        |                        |                        |                        |                        |                        |                        |                        |                        |